# Acrophymus squamipennis
Acrophymus squamipennis är en insektsart som först beskrevs av Brancsik 1897.  Acrophymus squamipennis ingår i släktet Acrophymus och familjen gräshoppor. Inga underarter finns listade i Catalogue of Life.